# As Cinco Pessoas Que Encontramos no Céu
The Five People You Meet in Heaven (no Brasil: As Cinco Pessoas que Você Encontra no Céu, em Portugal: As Cinco Pessoas Que Encontramos no Céu) é um romance de Mitch Albom  publicado em 2003 que permaneceu na The New York Times Best Seller list por 95 semanas.
Uma adaptação cinematográfica do romance feita para a televisão, estrelada por Jon Voight como Eddie, foi lançada em 2004.

## Resumo
Este livro retrata a história de um homem chamado Eddie, um idoso que trabalhava como chefe da manutenção num parque de diversões.
Eddie era um homem solitário, reservado e isolado, não gostava de estar rodeado de pessoas e dizia que a sua verdadeira família eram as crianças que frequentavam o parque.
A história começa precisamente com a morte de Eddie, num acidente no parque de diversões, quando tentava salvar uma menina. Eddie ao morrer vai para o céu, contudo neste livro, o céu não é descrito como um local repleto de nuvens e anjos, que todos estamos habituados a imaginar, é pois retratado como um local de passagem, onde recordamos as nossas experiências e vivências na Terra, onde somos confrontados com toda a nossa vida, no intuito de percebermos a razão da nossa existência e de certos acontecimentos (visto que nada ocorre ao acaso). Assim ao longo desta viagem, Eddie vai encontrar 5 pessoas que de alguma formas marcaram a sua vida, alguns, familiares e amigos, outros, meros desconhecidos; que o ajudam a entender a sua verdadeira missão na Terra e se esta foi ou não cumprida.